# Reacción de Ehrlich-Sachs
La reacción de Ehrlich-Sachs es una reacción orgánica que consiste en la formación de N-feniliminas por condensación catalizada por bases de compuestos que contienen grupos activos de metileno (por lo general de carbonos bencílicos de cianuros de bencilo) con compuestos aromáticos nitroso; también se pueden formar nitronas:,